# Даском, Уэнди
Уэнди Джейн Даском (англ. Wendy Dascomb; род. 7 января 1950 год) — американская фотомодель; победительница Мисс США 1969.

## Биография
Родилась в 1949 году, в городе Метаир, штат Луизиана.
В 1969 году, проживала в городке Данвилл, штат Виргиния где училась на первом курсе Stratford College, по настоянию преподавателей колледжа, приняла участие в конкурсе "Miss Piedmont", где стала победительницей. Затем участвовала в конкурсе штата за титул Мисс Виргиния. В мае, она представила штат на национальном конкурсе красоты Мисс США 1969 года в городе Майами, штат Флорида, где она стала первой представительницей штата, завоевавшей титул Мисс США. Позже, она представляла страну на Мисс Вселенная 1969, войдя в Топ 15.
Во время её пребывания в роли Мисс США, посетила свыше 100 городов, как посол конкурса красоты и модель, включая выход в Южной Америке и Европе. Как часть призового пакета, она получила денежный приз в размере 5,000 американских долларов США и множество других призов.
В Stratford College, она изучала гуманитарные науки. После победы, она пожелала получить специальное образование. После того, как корона была передана следующей претендентке, она вернулась в колледж, для продолжения обучения, где её ждали друзья и люди, которые "разделяли [её] взгляды". В прощальной речи, она выразила разочарованность в конкурсе красоты и поняла, что конкурсы красоты "обернулись в продажу - продать меня, продать купальник". Она также заявила, что "я была не лучшей Мисс США, но я была самой честной".
В 1972 году, предоставила статью для журнала Ms. magazine, в котором она описала свой опыт на конкурсе красоты Мисс США и подробно рассказала о своём разочаровании в конкурсе.
Следующая победительница, Дебора Шелтон, также представлявшая Виргинию, был первым штатом, который удерживал корону Мисс США дважды.
Проживала в Чапел-Хилл, штат Северная Каролина, где училась в Университете Северной Каролины. В качестве почётного студента, она специализировалась в области сравнительной религии и философии.
Она и её муж, Джей Брайан, владели фермой в Чапел-Хилл с середины 1990-х годов. Воспитывали пятерых детей; Уэнди была в брак три года от предыдущего брака, Джей имел два года брака с его покойной женой, Кэрролл. У них родились три дочери — Милли Даском Лон, Аманда Кизер Брайан и Хэдли Пиркко Лонг. И два сына — Джошуа Форрест Пескуд Лон и Уильям Тэйлор Брайан. У Уэнди и Джея шесть внуков.
Была учителем, наставником, репетитором, тренером, шеф-кондитером, руководителем 4-H и координатором терапевтической программы верховой езды. Также, была тренером лошадей.
В 2011 году, приняла участие в юбилейном 60-м конкурсе красоты с другими победительницами Мисс США.
Она появилась в статье в журнале SHAPE.